# Julijska krajina
Julijska krajina (talijanski: Venezia Giulia; njemački: Julisch Venetien; furlanski: Vignesie Julie; latinski: Carsia Julia) je zemljopisna, politička i kulturna regija koja obuhvaća Istru, Kras, Tršćansko primorje i Rijeku, danas na području Italije, Slovenije i Hrvatske. Ovaj naziv (Venetia Iulia) iskovao je 1863. talijanski jezikoslovac Graziadio Ascoli, temeljeći ga na desetoj regiji rimske Italije (Venetia et Histria), a slovenski naziv (Julijska krajina) uveo je Josip Wilfan. Danas su ta dva naziva zadržana za tal. administrativnu jedinicu autonomne pokrajine Furlanija-Julijska krajina Friuli-Venezia Giulia (koju čini manji dio pokrajine Julije: Tršćanska i Gorička provincija). Uz ove termine susrećemo se i s nazivima Venecijanska Julija, pokrajina Julija, Julijska Venecija

## Etimologija
Porijeklo imena ove regije veže se uz Julijske Alpe (nazvane po gens Iulia, obitelj Julija Cezara, kao i rimski gradovi u Istri kao Colonia Iulia) jer u antičko doba i u srednjem vijeku pod tim se nazivom nije podrazumijevalo samo Alpe u sjeverozapadnoj Sloveniji (u današnjem smislu), već i mnogo južnije čitavo područje do Ćićarije i Učke. Tako u Kosmogoniji anonimnog autora iz Ravene iz VII. st. te u Geografiji Pre Guida iz VIII. st. pri opisu Julijskih Alpa na granici Italije (rim. Italija je bila do rijeke Raše u Istri) kažu: ...qui montes descendunt ad sinum maris Adriatici non longe a civitate Tarsatico provinciae Liburnie... dakle obronci Julijskih Alpa padaju do zaljeva Jadranskog mora (Kvarnerskog zaljeva) ne daleko od Trsata u provinciji Liburniji. Otud i srednjovjekovni naziv na lat. Julia Carsica ili Carsia Julia (Kraška Julija) kako bi se Juliju geografski razlikovalo od Julijskih Alpa. To potvrđuje i kasnoantički naziv za julijsku ili krašku fortifikacijsku liniju Claustra Alpium Iuliarum koja se protezala sjevernim dijelom ove pokrajine, a najmanje kroz neprohodne Julijske Alpe (u današnjem užem smislu).

## Zemljopis
Ovo područje graniči na sjeveru s Julijskim Alpama, te s Tršćanskim i dijelom Kvarnerskog zaljeva (Rijeka,  istarski otoci Cres, Lošinj, Unije i Susak) na zapadu i istoku. Regija pokriva srednji i južni utjecajni sliv Soče, Istru i Kras
Danas je ovo transgranična regija od oko 9.850 kv km politički podijeljena između tri države, a pokriva Tršćansku i Goričku pokrajinu u Italiji, Primorsku i južnu Notranjsku u Sloveniji, cijelu Istarsku županiju, kao i zapadne dijelove Primorsko-goranske županije u Hrvatskoj. Sjeverna granica se poklapa sa sjevernom granicom pokrajine Kras iako kroz povijest toj su pokrajini prključivali i južne obronke Julijskih Alpa. Planinski lanac Ćićarije ju dijeli na sjevernu Juliju koja obuhvaća krašku unutrašnjost (Kras) koja se na zapadu spušta u Tršćanski zaljev, a na istok u Riječki zaljev te južnu Juliju ili južnu Julijsku pokrajinu, koja obuhvaća Istru - poluotok s navedenim istarskim otocima.

## Geomorfološke karakteristike
Sjeverni dio Julijske krajine, Kras s južnim graničnim planinskim lancem Ćićarijom prema Istri se nekad vodio pod obronke Julijskih Alpa, a suvremena sistematizacija ih svrstava u početak Dinarida. Na području Krasa ističu se svojom ljepotom mnogobrojne spilje od kojih su najveće i najpoznatije Postojnska jama, Škocjanske jame i spilje iznad Trsta.
Kraški rub ili Istarske stijene, je područje gdje se kraške (vapnenačke) planine strmo spuštaju u flišno područje (siva Istra), a pruža se od doline Glinščice kraj Trsta, nad Črnim Kalom i Podpečom napred prema Gračišču i Sočergi, a završava sve do zapadnog obronka Učke. Na tom rubnom području erozija fliša je stvorila mnoge prirodne ljepote (slika desno).
Flišna zona Istre (siva Istra) se prostire južno i zapadno od kraškog ruba, a obuhvaća središnju Istru te sjeverozapadnu Istru sjeverno od rijeke Dragonje (Savrinija)
Crvena Istra je nazvana po karakterističnoj crvenoj zemlji (boksit) a prostire se u zapadnoj i južnoj Istri
Istarski otoci vapnenačkog su sastava osim pješčanog otoka Suska (Sansego).
Rijeke. Reka-Timava je najduža rijeka na Krasu duga 89 km s podzemnim tokom, izvire ispod Snežnika (Monte Nevoso) u hrvatskom Krasu. ponornica je kod Škocjanske jame i nakon 39 km izlazi na zapadu u regiji Furlanija-Julijska krajina i u dužini od 2 km uvire u Tršćanski zaljev. Pored kraške ponornice Pivke (29 km), slijede istarske rijeke Mirna (Quieto - 53 km), Dragonja (Dragogna - 29 km), Raša (Arsa - 23 km), Rižana (Risano) te donji tok rijeke Soče (Isono), Sve julijske rijeke i mnogi potoci (osim Soče) imaju tipično mediteransko ljetno sušno razdoblje.

## Povijest
Pokrajina Julija ima mnogo nalazišta iz paleolita gdje se ističe Romualdova pećina s primjerom pećinskog slikarstva. U neolitu je ovo područje gusto naseljeno (kašteljerska kultura), a oko 1100 pr.n.e. kod 2. velike indoevropske seobe ovu regiju naseljavaju Histri (Istra, zapadno od rijeke Raše), ilirska plemena Liburni (od rijeke Raše prema istoku) i Japodi (od Krasa i Snežnika prema istoku) koji dolaskom Kelta na njihovo području u V/IV. st. pr.n.e. se vode kao keltsko ilirsko pleme. Kelti su osvojili i sjevernu Istru, tako da se npr. Tergeste (Trst) smatra histarsko-keltskim naseljem.

### Antika
Stari Grci su dolazili na ovo područje o čemu svjedoče neki toponimi kao Kalevoine na ulazu u Raški zaljev (na starogrč. uvala vina) i naselje Rakalj gdje etimolozi smještaju grč. koloniju Heraclea. Histri razvijaju visoku kulturu s glavnim gradom Nesactium (Vizače). 179. pr.n.e. Rimljani osvajaju Histre, a 129 pr.n.e pokoravaju Japode. a 29.pr.n.e. i Liburne. Istru do rijeke Raše pripajaju Italiji (Venetia et Histria kao decima regio Italiae), a središte je Aquileia, a Liburnia je provincija u sastavu rim. Illyricuma, a kasnije Dalmatiae. Rimljani uskoro osnivaju nova naselja koja spajaju cestom Via Flavia, koja je vodila kroz Juliju i to od Colnia Julia Tergestea (Trst) preko Parentiuma (Poreč) do Colonia Pietas Julia Pola (Pule) pa dalje Colonia Iulia Albona (Labina), Flanona (Plomin), Laurana (Lovran) do Tarsatice (Rijeke). Druga važna rimska cesta kroz julijski Kras. vodila je od Tergestea do Tarsatice, a isto tako kroz tršćanski Kras do Postojnskih vrata, gdje se račvala za Tarsatiku i Emonu (Ljubljana). Privreda se bazirala uglavnom na stočarstvu u sjevernoj Juliji (Kras) i poljoprivredi u Istri (veliki izvoznik maslinovog ulja i pšenice) s mnogim većim posjedima (villa rustica). U gradovima je bio razvijeni mnogobrojni obrti. Nakon upada Marcomana i Kvada u II. st. iz Panonije kroz sjevernu Juliju, na podnožju istočnih Alpa gradi se fortifikaciona linija (utvrde i bedemi) - Claustra Alpium Iuliarum. (Julijski ili alpski zid ) je fortifikacijski sustav za obranu rimske Italije od najezda barbara izgrađen u III/IV st. - zidine visoke do 5 m s kulama svakih 100 koraka te castrumima), a koji se protezao kroz čitavu sjevernu Juliju (Kras), od Tarsatice preko Prezida, Ilirske Bistrice, Pivke, Vipavske doline s račvanjima prema Julijskim Alpama na sjever i Furlaniji na zapad.
Kasnoantičko razdoblje (IV. i V. st.) karakterizira prevlast netolerantne kršćanske religije što, pored najezde barbara i stalnih nemira u rimskim građanskim borbama za vlast, dovodi do stagnacije i propadanja postignutih civilizacijskih tekovina. Grade se kršćanske bazilike: Tergeste, Parentium, Pola, Flanona, Tarsatica. Dok je Istra bila više pošteđena zbog prirodnog zaklona Ćićarije i Učke, u sjevernoj Juliji se vode ratne operacije u građanskom ratu između rimskih legija Licinija i Maksencija 310. Konstansa i Maksencija 350., zatim prolaze Goti nakon bitke kod Hadrianopolisa 378. cestom Tarsatica - Aquilea, pa opet bitka između legija Theodosija i Eugenija 394. na Vipavi (bitka kod Frigidusa). 410. Vizigoti su ušli u čitavu Juliju, ali bez težih posljedica, a Atilni Huni su 452. poharali sjevernu Juliju. Takvi nemiri izazivaju migracije stanovništva iz sj. dijelova Rimskog carstva koji napućuju Istru.

### Srednji vijek
Nakon pada Zapadnog rimskog carstva 476. julijsko područje je pod državom herkulskog kralja Odoakra, ali njega već 489. zamjenjuje Ostrogotski kralj Tedorik koji stvara Istočnogotsku državu sa sjedištem u Raveni. 537. Justinijan car Istočnog Rimskog Carstva pobjeđuje Ostrogote te J. 538. dolazi pod vlast Bizanta (Ravenatski egzarhat) gdje ostaje do 751. kada J. dolazi pod vlast Longobarda.sve do 774. kada opet vlada Bizant do 788.g.
Za slavensko-avarske provale Slaveni u prvom valu na prelazu iz VI. u VII. st. naseljavaju sjeveroistočno područje Julije (istočni obronci Učke sve do porječja rijeke Raše - područje liburnske čakavštine (koja je najviše sačuvala karakteristike starosl. jezika pa ga suvremena lingvistika svrstava u poseban južnoslavenski jezik). Kada Papa Gregor I. 600. g. žali da su Slaveni u Istri došli do pred vrata Italije upravo misli na ovo slav. pleme jer je rijeka Raša još iz rimskih vremena granica Italije. U ostalim područjima Julije nastavlja živjeti romansko stanovništvo, kao i na Cresu i Lošinju gdje su ostali većinsko stanovništvo s postepenim naseljavanjem Slavena na ostalo područje J. obavljano pod franačkom i mletačkom vlašću.
U kasnoj antici i u ranom Srednjem vijeku način života stanovništva Julije se promijenio. Dok se u sjevernom dijelu Julije broj stanovnika jako smanjio, Istra je postala prenapučena migracijskim priljevom pa se podižu novi gradovi kao Ruginium, Ursarium, Humagum, Emonia, Sipar... Pored toga napuštaju se rimski gradovi u dolinama i naseljavaju bivši histarski, liburnski i japodski kašteljeri (gradine) radi lakše obrane pa tako rim. Albona se premješta na brdo (labinski stari grad), rim. Flanona smještena na dnu Plominskog zaljeva seli se u gradinu (današnji Plomin), a isto i rim. Tarsatica na desnom ušću Rječine seli u gradinu na Trsatu). Isto tako se rim. ville rustike utvrđuju (npr. Castrum na Brionima)
788. Julija dolazi pod franačku vlast.koja uvodi svoj feudalni poredak i germanski feudalci postepeno naseljavaju Slavene sa sjevera i istoka na zemlju koju su oteli starosjediocima julijskog kraja. (U trokutu Rovinj, Bale Vodnjan i na području Buja autohtono romansko stanovništvo do danas je sačuvalo svoj jezik koji spada u posebnu skupinu romanskih (latinskih) jezika pod imenom Istriotski ili Istroromanski jezik.)
804. se na rijeci Rižani postiže sporazum između starosjedilaca i germ. feudalaca, Rižanskai placit, ali unatoč tome nastavljaju se sukobi između romanskih gradova i germ. feudalaca. Julijsko područje skupa s Furlanijom potpada pod Akvilejsku marku u okviru Bavarskog Vojvodstva, da bi se 976, odcijepila od Bavarske i bila pripojena vojvodini Karantaniji (Kranjska - Carinzia). Slijed feudalna partikularizacija kada je ovaj kraj u posjedu raznih feudalaca, od Akvilejskih patrijarha do raznih feudalaca germanskog porijekla, tako da J. nije jedinstveno područje, Devinski i Gorički knezovi u središnjoj Istri, zaleđu Trsta sve do Rijeke, Kranjski grofovi u južnom dijelu Notranjske, Istarska grofovija u središnjoj Istri te Merania od Plominskog zaljeva, Berseča do Kastva. Akvilejska patrijaršij postepeno gubi svoje posjede pred najezdom Venecije, ali čitava J. ostaje pod eklezijastičkom jurisdikcijom Akvilejske patrijaršije sve do poč. XVII. st.
Venecija u XIII i XIV. st. postepeno osvaja romanske gradove u zapadnoj i središnjoj Istri uz velik otpor tih gradova (naročito Pula i Motovun). Prva su im uporišta Rovinj i Kopar. Velik dio istarskog poluotoka kao i istarskih otoka na Kvarneru je u XV. i XVI. st. pod vlašću Venecije, a ostatak julijskog područja (Trst od 1382. Goriška grofovija sve do Pazina od 1374. nekadašnja Meranija s Mošćenicama, Veprincem i Kastvom, te područje J. od Postojne do sjeverne Istre (obronci Čičarije) te do Rijeke od 1466.) u posjedu je Habsburgovaca.
U prosperitetnijoj venecijanskoj Istri (ako izuzmemo Trst i Rijeku) funkcionirali su pazenatici. Kako bi cijeli prostor nadgledala i vojno povezala, posebno široki teritorij izvan jurisdikcije pojedinih gradova čiji statuti preciziraju ovlasti pojedinih komuna, stvara posebnu instituciju, pazenatik («societas Paysanatici terrarum», od venetske riječi pais, paiz - zemlja, kraj, predjel), mletačko izvangradsko područje. Na čelu pazenatika je kapetan (Capitaneus) postavljen od venecijanskog senata na godinu dana. Zadaci kapetana pazenatika, čije su naloge podeštati dužni izvršavati, isključivo su vojni koji će se s vremenom proširiti. Kapetan je dužan povremeno obilaziti vojne jedinice raspoređene na prostoru Istre (reklo bi se «otići u pazenatik»), ali se, u početku, ne smije miješati u unutrašnje poslove pojedinih komuna. Sam pazenatik funkcionira na način da Venecija osigurava plaću kapetana te troškove uzdržavanja 7 konja koje kapetan kao zapovjednik konjanice kapetanije mora imati: 1 prvoklasnog konja za sebe, 5 konja za borbu te 1 starijeg konja za trubača, 1 člana jedinice starijeg od 20 godine, 4 vješta konjanika i trubača. Konje je trebao osigurati svaki grad shodno svojoj veličini: Izola 10, Piran 20, Umag 4, Novigrad 4, Poreč 12, Rovinj 5, Motovun 8, Lovreč 5 te Pula 20. Budući da Bale (ni Pula) još nisu bile pod dominacijom Venecije za uzdržavanje vojske pazenatika nisu osiguravale konje već su plaćale 400 tzv. malih lira. Prvi kapetan pazenatika, izabran za godinu 1301./1302., bio je Marino Badoer koji je sjedište smjestio u Poreč a vojni garnizon u Lovreč. Zbog nespojivosti da kapetan pazenatika djeluje iz grada sa strogo utvrđenim Statutom, Poreč je ostao sjedište kapetana pazenatika tek do 1304. kad će biti preseljen u Lovreč gdje će ostati sve do premještanja pazenatika u Rašpor iznad Buzeta u Ćićariji 1394. godine. Naime, uviđajući da je skoro nemoguće efikasno vojno kontrolirati cijeli izvangradski teritorij mletačke Istre iz jednog mjesta, Venecija 1359. osniva i drugo sjedište pazenatika i smješta ga u Grožnjan. Godine 1394. Venecija je došla u posjed utvrde Rašpor kod Buzeta u koji je smjestila objedinjeni sutlovrečki i grožnjanski pazenatik. U Lovreču će i dalje ostati dio pazenatika i kapetan, ali s ovlastima znatno manjim od nekadašnjih. Definitivno će se pazenatik preseliti u Buzet, 1511. godine i tamo ostati sve do pada Venecije 1797. godine.

### Novi vijek
XVI. i XVII. st. jedno je od najtežih razdoblja stanovništvu julijskog područja. postoje dvije Julije, jedna pod okoštalim feudalnim poretkom Austrije (čitav sjeverni dio J. i unutrašnjost istarskog poluotoka s Pazinom kao centrom) te venecijanska Julija (na ostalom istarskom području). Pored spomenutih epidemija kuge (u XVI. st. kuga je 16 puta harala), stanovništvo je bilo izloženo učestalim pljačkama razbojnika, pograničnim ratovanjima između austrijskih i mletačkih feudalaca i stanovništva, sušama, a tu su još provale Turaka koji dolaze i na područje julijskog Krasa pa uskočka razaranja i pljačke po Krasu i Istri.
U XVIII. st. i dalje je status quo iz prethodnog razdoblja s time da se posljedice slabljenja moći Republike Venecije sve više osjeća, a u austrijskom dijelu počinje jačanje morskih gradova Trsta i Rijeke:
1719. austrijski car Karlo VI daje julijskim lukama Trstu i Rijeci status slobodnih luka što doprinosi brzom razvoju ta dva grada, a 1779. Marija Terezija.. izdvaja Rijeku iz posjeda Habsburgovaca i dodjeljuje joj status corpus separatuma Ugarske gdje, uz prekide, ostaje do 1918. 
Napoleonski ratovi krajem XVIII i poč. XIX st. dovode do objedinjavanja mletačkog (zapadni i juž. istarski poluotok i istarski otoci na Kvarneru) i austrijskog dijela Julije. Od 1809. do 1813, čitava J. je u sastavu francuske Ilirske provincije. Nakon poraza Napoleonove vojske Austrija okupira julijsko područje i administrativno je organizira u Tršćanski governatorat (Governo di Trieste 1814-1816.) kojoj pridružuje i dio Hrvatskog primorja (obalu od Bakra do Crikvenice) čime stvara austrijsko primorje podijeljeno u 3 distrikta: Trst (zapadna i središnja Istra do Monfalcona), Gorica (Gradiška, Tolmin, Kanalska dolina i Brkini) i Rijeka (od Labina do Novog, istarski otoci i Krk, te dio Gorskog kotara Fužine i Čabar) s glavnim gradom Trstom. 1816. Tršćanska gubernija se stavlja pod austrijsku Kraljevinu Iliriju u čijem sastavu ostaje čitava J. do 1849., osim Rijeke koja je od 1822. opet corpus separatum Ugarske sve do 1848. 1822. se Hrvatskoj vraća zapadni dio Hrvatskog primorja (od Rječine do Novog) koji od 1814. bio pod riječkim distriktom Governatorata iz Trsta.
1849. Od Tršćanske gubernije se formira nova jedinica u sastavu austrijske krune nazvana Austrijsko primorje (v.) u koji je ušao najveći dio Julijskog područja (osim Krasa južne Notranjske i Rijeke), a zbog spajanja s Austrijom priključuje mu gornji tok Soče i južne padine Julijskih Alpa.

### XX. stoljeće
Teritorij koji se danas smatra područjem Julijske krajine, najvećim je dijelom bio dio Austrijskog primorja u austrijskom dijelu Austro-Ugarske monarhije. Ova etnički izmiješana regija postaje u 20. st. meta iredentističkih težnji matičnih zemalja, Italije, Slovenije i Hrvatske što dovodi do pogubnih posljedica za 'nepripadajuće' etničke zajednice.
Graziadio Ascoli smatrao je područje desete regije Italije nekadašnjeg Rimskog Carstva podijeljeno na tri dijela:
1. Venetia Iulia
2. Venetia Tridentina
3. Venetia Propria ili Venetia Euganea

Naziv Venetia Iulia dan je po Julijskim Alpama, koje su danas podijeljene između Italije (pokrajina Udine) i Slovenije.
Godine 1866., dio ovog teritorija (Venetia Euganea i dio Venetije Iulije) pripojen je Italiji. Od tada se izraz "Venetia Iulia" (Venezia Giulia na talijanskom) koristio za dio Julijske krajine koji je ostao pod Habsburškom vlasti.

### Nakon Prvog svjetskog rata
Do Prvog svjetskog rata Julijska je krajina spadala pod Austro-Ugarsku. Sporazumom u Saint-Germainu iz 1919. godine, ovo područje je pripojeno Kraljevini Italiji 1920. godine. Upravno je područje Julijske krajine podijeljeno na Goričku, Tršćansku i Pulsku pokrajinu. Godine 1924. osnovana je i Riječka pokrajina.
U ovo vrijeme oko polovice stanovništva činili su Slaveni, dok su drugu polovicu činili Talijani. Talijansko stanovništvo većinom je bilo naseljeno u velikim gradovima i obalnim mjestima, dok su unutrašnjost većinom naseljavali Slovenci (na sjeveru) i Hrvati (na jugu).
Žestoka politika talijanizacije Mussolinijevog fašističkog režima u 1920-ima i 1930-ima, te sustavno proganjanje netalijanskog stanovništva dovelo do iseljavanja oko 30 tisuća Hrvata i Slovenaca u Jugoslaviju, a Nijemaca, Čeha, Mađara i Slovaka u svoje novostvorene države.
Nakon Drugog svjetskog rata je mirovnim sporazumom u Parizu 1947. godine, najveći dio Julijske krajine pripao Jugoslaviji. Ovo je izazvalo egzodus 250-300 tisuća stanovnika Julije. Iste godine osnovan je i Slobodni teritorij Trsta na ovom području koji se sastojao od obalnog pojasa koji se danas nalazi u Italiji (zona A) i jednog dijela Istarskog poluotoka (zona B). Slobodni teritorij Trsta prestajao je postojati 1954. godine, Sporazumom o suglasnosti potpisanim u Londonu, Zona A je data Italiji, a zona B Jugoslaviji. Konačna granica dogovorena je Osimskim sporazumima 1975. godine.
Danas je sjeverozapadni dio Julije dio talijanske regije Furlanija-Julija, dok je ostali dio između sebe podijelila Slovenija i Hrvatska koje se još spore oko granice.

## Kultura
Posebnost Julije jeste kulturološka raznolikost proistekla iz multietničnosti, ali i mnoge autohtone posebnosti koje su nekako opstale pred često nasilnom unifikacijom tzv. " matičnih zemalja" triju većih etničkih zajednica u Julijske pokrajine (Italije, Slovenije i Hrvatske) u XX. i u ovom stoljeću (v. Povijest XX. st.). U Istri se govore 3 autohtona jezika, a to su:
·        Istriotski (istroromanski) jezik koji je opstao među romanskim starosjediocima koji spada u posebni romanski (latinski) jezik, a još se sve rjeđe govori u trokutu Rovigno-Rovinj, Vale-Bale i Dignano-Vodnjan s time da Rovinježi govore jezikom kontaminiran venetskim dijalektom.
·        Liburnski čakavski jezik koji suvremeni nepolitizirani lingvistički znanstvenici svrstavaju u poseban južnoslavenski jezik odvojen od slovenskog i srednjojužnoslavenskog dijasistema. Govori se na području od Kastvštine do Labinštine iako sve više kontaminiran hrv. jezikom.
·        Istrorumunjski jezik koji se govori na obje strane Učke, u Žejanama i Šušnjevici
·        Furlanski jezik, koji je konačno priznat kao poseban jezik koji je i službeni jezik i uči se u školama ima govornike u Goriško.
·        Sansegotski jezik, romansko-slavenski jezik s otoka Suska (Sànsego) koji se teško može svrstati pod dijalekt jednog od ta dva dijasistema. U izumiranju, a najbolje sačuvan u emigrantskoj enklavi u Astoriji (New York).
Pored toga u zapadnoj Istri i u Cresu (Cherso), Osoru (Òssero)  i Malom Lošinju (Lussinpiccolo) se govori(lo) posebnim istro-venetskim dijalektom. Treba istaći i Talijanima teško razumljive urbane idiome venetskog dijalekta kao što su fijumanski i puležanski (u izumiranju) te triještinski dijalekt. Ovdje moramo spomenuti i enklavu slovenskog dijalekta u Buzeštini koju se nestručno i politikantski gura pod hrv. dijalekt kao što na velikom području Krasa (sjev. Primorske) govori(lo) dijalektom bližim srednjo i sjevernoistarskim čakavskim dijalektima nego slovenskim. Za istarsku čakavštinu (središnja i zap. Istra) karakteristične su velike razlike u govorima od naselja do naselja što je posljedica kuge koja je harala Istrom od XIII. do XVI. st. i opustjela mnoga područja pa je Venecija planski naseljavala Slavene čakavskog govora iz različitih dijelova Dalmacije, Like i Ist. Bosne (koji su bježali pred Turcima).